# 한국키에르케고어학회
한국키에르케고어학회는 덴마크의 실존주의 철학자 키에르케고어의 학문과 사상을 연구하기 위하여 조직된 학회이다. 현재 회장은 서경대학교의 박창균교수이며 총무는 합동신학대학원대학교의 이승구 교수이다.

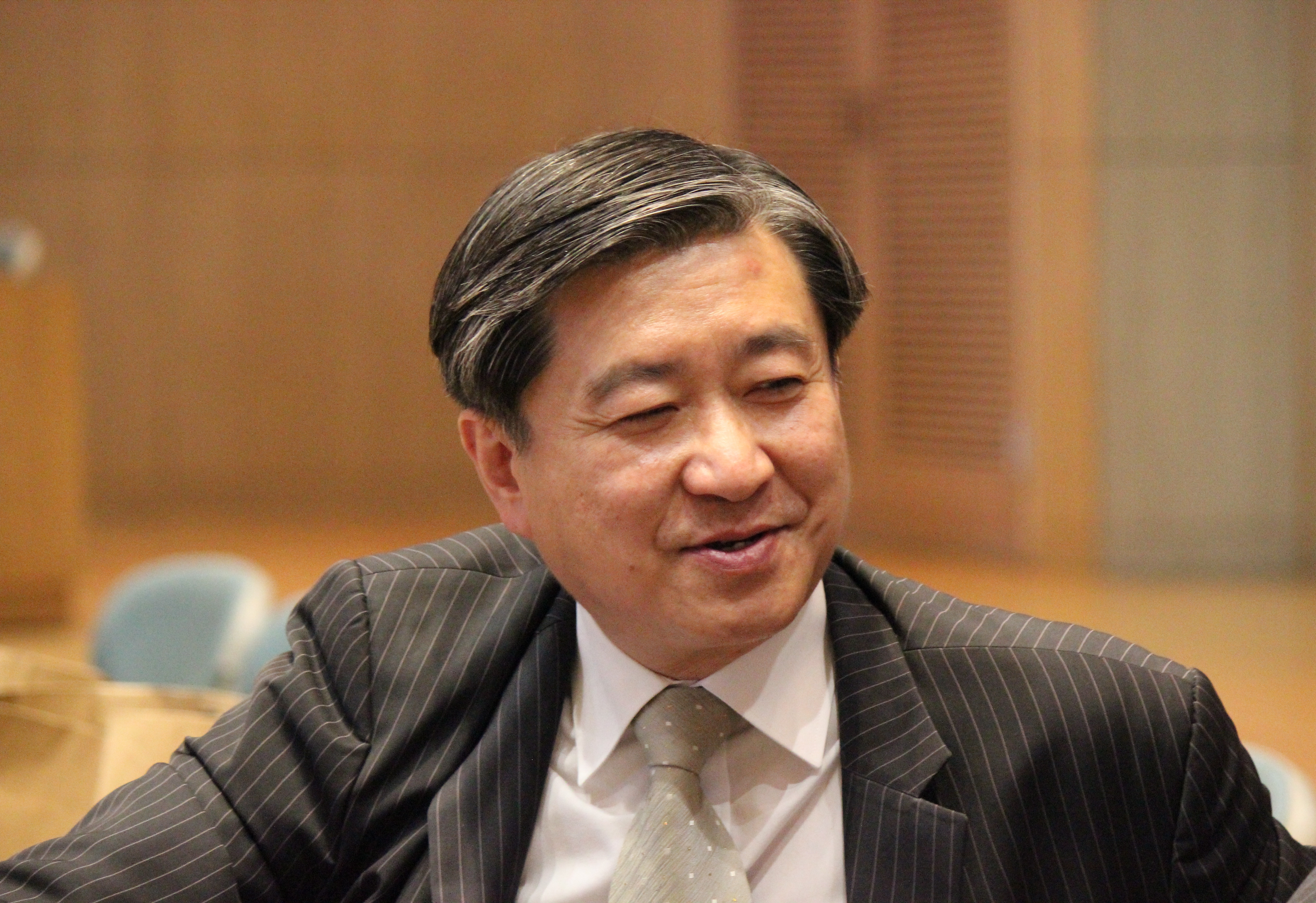
총무인 이승구박사(합동신학대학원대학교), 한국복음주의신학회, 2018년 4월 28일

## 시작
1976년 5월 서울 종로 YMCA 대강당에서 키에르케고어 철학의 연구를 위해 「한국 키에르케고어 협회」를 결성했다. 초대회장에 안병욱 교수(숭실대), 부회장에 임춘갑 교수(강남사회복지대학), 총무에 채규철 선생(청십자사 이사장)이 선출되고 김형석 교수(연세대)가 고문에 추대되었다. 임춘갑, 표재명 교수(고려대)의 기념 강연과 김형석 교수의 특별강연이 있었다. 80년대에 사회적, 문화적 상황 속에서 일반인들을 목적으로 한 협회모임이 약화되자 이 협회는 해체되고, 1992년 5월 순수한 연구 모임으로 「한국 키에르케고어 학회」로 새로 창립됐다. 학회는 키에르케고어 출생한 5월과 사망한 11월에 공개 학회를 갖는다.

## 역대회장
- 표재명 초대회장 (고려대, 1992-94)[6]
- 강학철 교수(서울여대, 1994-96)
- 이상훈 교수(한국 정신문화원, 2002-2004)
- 이일수 교수(李一洙, 군산대, 1996-98)
- 김하자 교수(성신여대, 1998-2000)
- 사미자 교수(장신대, 2000-2002)
- 이상훈 교수(한국 정신문화원, 2002-2004)
- 황필호 교수(강남대, 2004-)
- 이승구(합동신학대학원대학교)[7]
- 황종환 (한남대 명예교수)[8]
- 박창균[9][10]

## 학회출판물
- 한국키에르케고어학회 단행본 2005
- 한국케에르케고어 학회 키에르케고어에게 배운다,
- 황필호, 왜 오늘 다시 키에르케고어인가]
- 황필호, 언어와 침묵 - 『들의 백합, 공중의 새』를 중심으로
- 영전신, 종교와 언어 - 커뮤니케이션의 문제
- 이혜정, 사이버 공간과 간접 전달 - 키에르케고어적 관점에서 본 인터넷의 간접 전달
- 고광필, 키에르케고어와 자아의 문법
- 이민호, 종교적 실존과 지성
- 이승구, 합리주의적 윤리와 신앙의 윤리의 관계
- 표재명, 한국어 케에르케고어 문헌 목록
- 한국 키에르케고어 학회, 이것이냐 저것이냐 1 (상) - 키에르케고어 선집01. 2005

## 같이 보기
- 키에르케고르
- 쇠렌 키르케고르 학회
- 이승구